# Platylygus scutellatus
Platylygus scutellatus är en insektsart som beskrevs av Kelton 1970. Platylygus scutellatus ingår i släktet Platylygus och familjen ängsskinnbaggar. Inga underarter finns listade i Catalogue of Life.